# Gobierno de Francisco Linares Alcántara

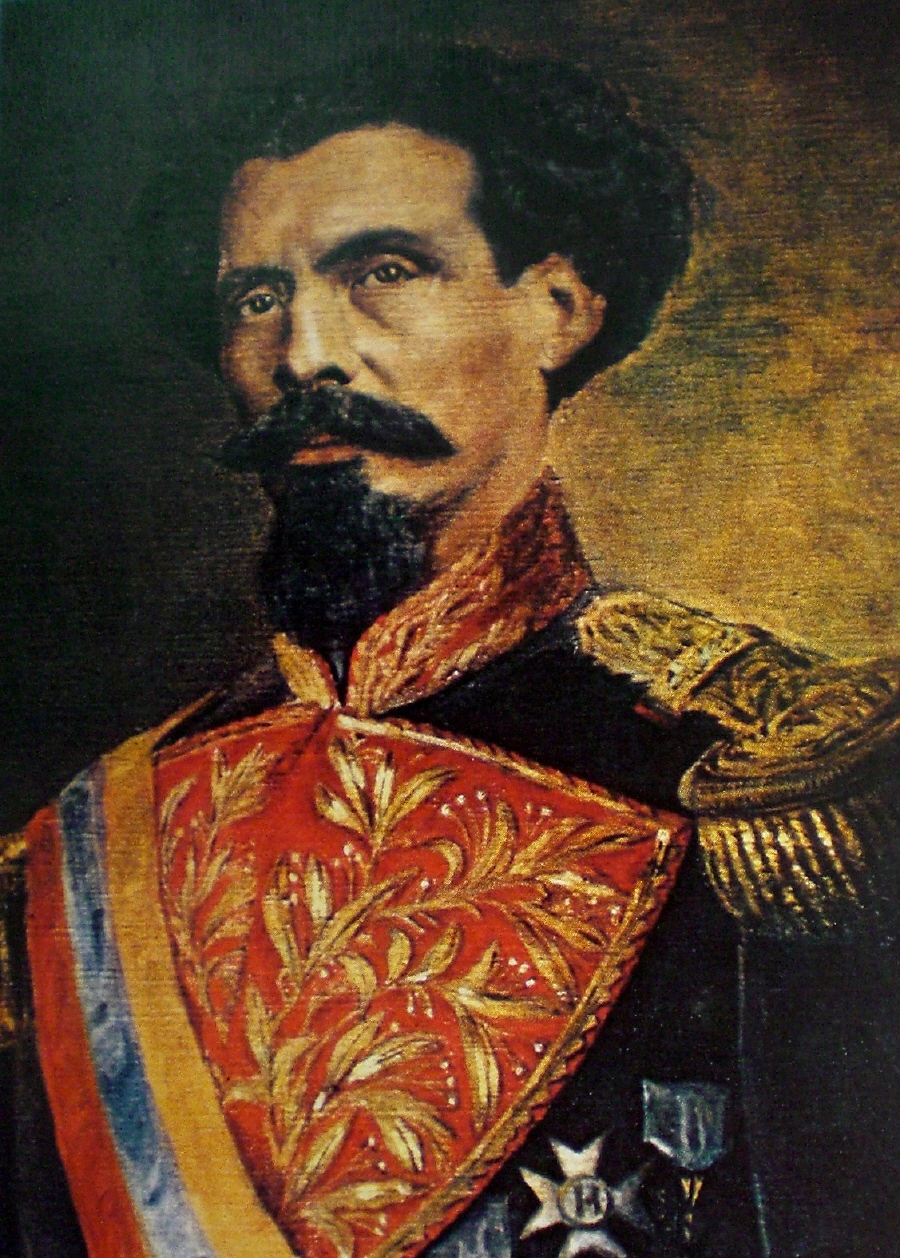
Francisco Linares Alcántara.

El gobierno de Francisco Linares Alcántara (1877-1878) fue un gobierno del Partido Liberal, pautado para el bienio 1877-1879. Estuvo precedido por el Septenio guzmancista de Antonio Guzmán Blanco, quien se fue del país durante su gobierno. El presidente Linares Alcántara murió en el cargo el 30 de noviembre de 1878, siendo su muerte objeto de teorías conspirativas, y sucedido su gobierno por el del presidente de la Alta Corte Federal, el general Jacinto Gutiérrez.

## Contexto histórico
El dictador Antonio Guzmán Blanco invitó a sus «doce apóstoles» a que se lanzaran a la presidencia de la república. Francisco Linares Alcántara se había ganado su simpatía debido a Ana Teresa Ibarra de Guzmán Blanco.

## Política nacional

### Política legislativa
Desde el principio de su mandato de dos años, el presidente se dedicó a un proyecto de reforma constitucional para extender su período gubernamental. Para esto estableció una red de alianzas, declaró la constitución actual inservible el 12 de septiembre de 1878 y llamó a elecciones para una asamblea constituyente en diciembre de ese año, que no se realizó debido a su muerte repentina.

### Política social
El presidente Linares Alcántara decretó el permiso para volver a Venezuela a todos los exiliados políticos.

### Política educativa
El gobierno reabrió el Colegio de Ingenieros de Venezuela el 15 de noviembre de 1877.

### Política cultural
El gobierno organizó el traslado de los restos del expresidente José María Vargas al Panteón Nacional.

## Proyecto de reelección presidencial de 1878
El gobierno negoció con León Colina y con Raimundo Andueza Palacio para que descartaran sus candidaturas. En el caso de Andueza Palacio, dejó como sucesor a Sebastián Casañas y se fue a vivir a Francia. A José Ignacio Pulido se le ofrecieron dos carteras ministeriales y la compra de su armamento militar por cien mil pesos.

## Muerte y funeral
El presidente Francisco Linares Alcántara enfermó en noviembre de 1878, muriendo el día 30. Su funeral fue en el Palacio de Gobierno, la Casa Amarilla y posteriormente fue trasladado al Panteón Nacional, donde su sepelio incluyó un incidente con dos muertos y varios heridos.

## Oposición
José Ignacio Pulido se alzó en Bolívar, Jesús Zamora en Barcelona y Paredes y Montañez se rebelaron en Carabobo; todos fueron derrotados por las fuerzas de Linares Alcántara.